# エコフロンティアかさま

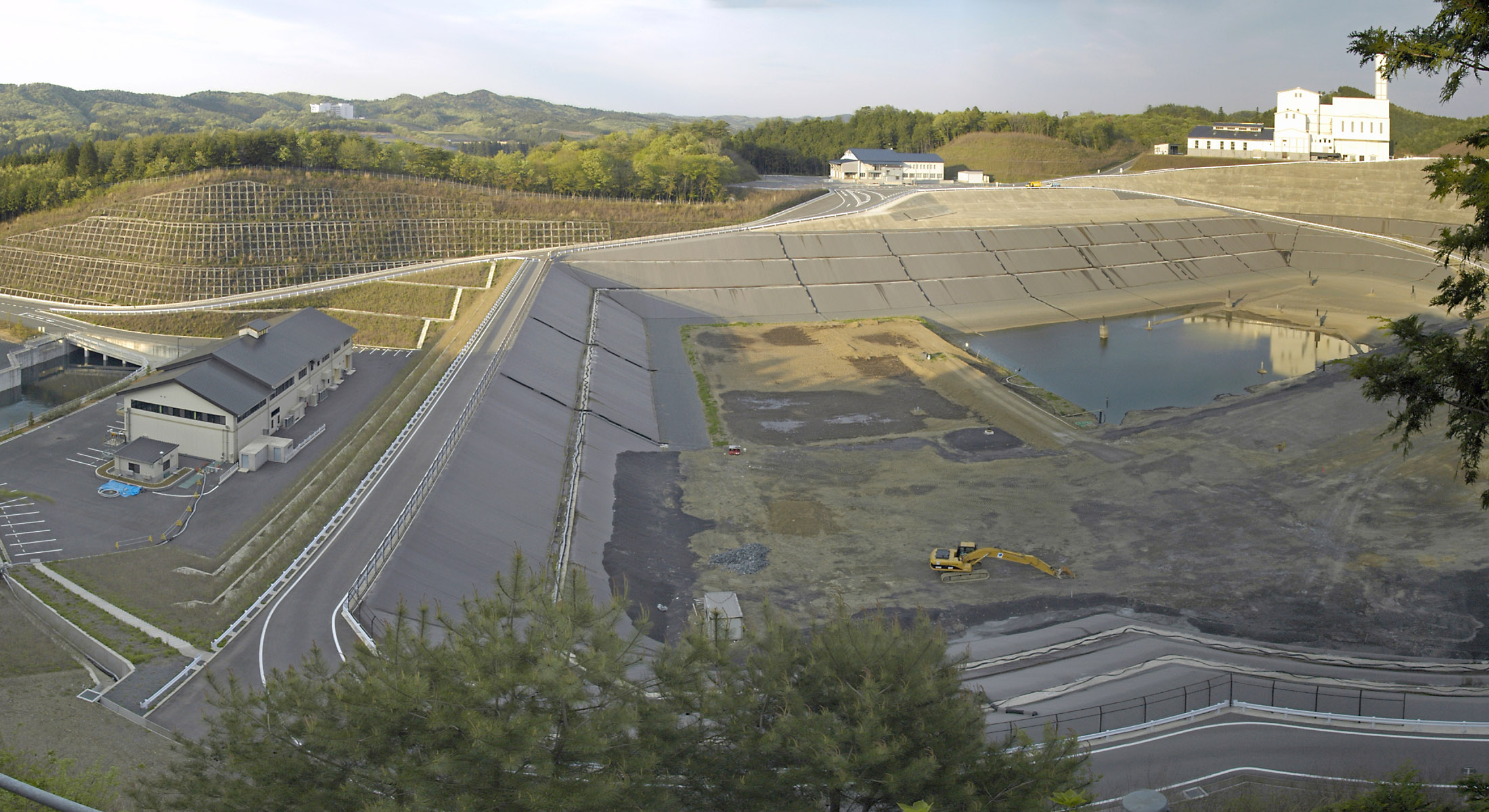
エコフロンティアかさま・全景。2007年4月29日撮影。右が溶融処理施設、奥が管理棟、左が浸出水処理施設、右側手前が最終処分場

エコフロンティアかさまとは、茨城県笠間市にある日本最大規模の管理型産業廃棄物処分場（最終処分場）。

## 概説
茨城県が約230億円の費用をかけ、ふじみ湖を埋め立て建設した。東に溶融処理施設（発電所）、北東側に管理棟、西側に浸出水処理施設、中央〜南側に最終処分場が、それぞれ配置されている。
周辺地域への井戸水汚染への懸念から、ふじみ湖の水源については「雨水が溜まった池という仮説」と「地下水の湧水が溜まった湖という仮説」があったが、その後の裁判の争点は、処分場の安全性となったため、水源説は争点にはならなかった。
事業を推進した行政側と、反対した周辺地域の人々には、水質汚染問題等に意見の相違が発生し、この問題は、ふじみ湖裁判で争われた。行政側は、住民の反対があっても建設を行うとする方針を出し建設を行った。住民側は、裁判で敗訴した。
2007年1月中旬、最終処分場の三分の二が水没し、稼動・運用が困難になった。毎日新聞などのマスコミにより水没問題が示されたが、処分場の管理団体は、「水没はしているが、排水は水質基準に適合させ適正に行っている。何が問題なのか。」と反論した。住民側には、「もともと湖だったものに水が溜まるのは当たり前」という意見もあった。
2011年3月11日発生した東日本大震災に伴い、宮城県石巻市のガレキ受け入れ処理や、運用資金のやりくり、運用年数等の課題が指摘されている。

## 所在地
- 茨城県笠間市福田165-1